# Leonardo Mayer
Leonardo Martin Mayer (ur. 15 maja 1987 w Corrientes) – argentyński tenisista, zdobywca Pucharu Davisa 2016.

## Kariera tenisowa
Zawodowy tenisista w latach 2003–2021.
W gronie juniorów mistrz wielkoszlemowego French Open 2005 w grze podwójnej chłopców. Partnerem deblowym Mayera był Emiliano Massa.
Jako zawodowiec Mayer wygrywał turnieje kategorii ATP Challenger Tour w grze pojedynczej. W turniejach rangi ATP Tour odniósł dwa zwycięstwa z pięciu rozegranych finałów.
W grze podwójnej Mayer jest mistrzem rozgrywek ATP Tour z Buenos Aiers, które odbyły się w połowie lutego 2011 roku. Razem z Oliverem Marachem pokonali w finale Brazylijczyków Franca Ferreiro i André Sá. Ponadto Argentyńczyk przegrał cztery imprezy ATP Tour w deblu.
W lipcu 2009 roku zadebiutował w kadrze Argentyny w Pucharze Davisa przeciwko Czechom. W 2016 roku zdobył z reprezentacją Puchar Davisa. Zdobył decydujący punkt w półfinałowej rundzie przeciwko Wielkiej Brytanii pokonując 4:6, 6:3, 6:2, 6:4 Daniela Evansa. W finale zagrał w meczu deblowym z Juanem Martínem del Potrem przeciwko Chorwacji, ponosząc porażkę z Marinem Čiliciem i Ivanem Dodigiem.
Najwyżej sklasyfikowany w rankingu singlistów był na 21. miejscu w czerwcu 2015 roku, z kolei w zestawieniu deblistów w styczniu 2019 roku zajmował 48. pozycję.

### Finały w turniejach ATP Tour
| Legenda                                      |
| -------------------------------------------- |
| Wielki Szlem                                 |
| Igrzyska olimpijskie                         |
| Tennis Masters Cup / ATP Finals              |
| ATP Masters Series / ATP Tour Masters 1000   |
| ATP International Series Gold / ATP Tour 500 |
| ATP International Series / ATP Tour 250      |

#### Gra pojedyncza (2–3)
| Końcowy wynik | Nr | Data          | Turniej      | Nawierzchnia | Przeciwnik           | Wynik finału        |
| ------------- | -- | ------------- | ------------ | ------------ | -------------------- | ------------------- |
| Finalista     | 1. | 9 lutego 2014 | Viña del Mar | Ceglana      | Fabio Fognini        | 2:6, 4:6            |
| Zwycięzca     | 1. | 20 lipca 2014 | Hamburg      | Ceglana      | David Ferrer         | 6:7(3), 6:1, 7:6(4) |
| Finalista     | 2. | 23 maja 2015  | Nicea        | Ceglana      | Dominic Thiem        | 7:6(8), 5:7, 6:7(2) |
| Zwycięzca     | 2. | 30 lipca 2017 | Hamburg      | Ceglana      | Florian Mayer        | 6:4, 4:6, 6:3       |
| Finalista     | 3. | 29 lipca 2018 | Hamburg      | Ceglana      | Nikoloz Basilaszwili | 4:6, 6:0, 5:7       |

#### Gra podwójna (1–4)
| Końcowy wynik | Nr | Data             | Turniej       | Nawierzchnia  | Partner          | Przeciwnicy                        | Wynik finału   |
| ------------- | -- | ---------------- | ------------- | ------------- | ---------------- | ---------------------------------- | -------------- |
| Finalista     | 1. | 14 lutego 2010   | San Josè      | Twarda (hala) | Benjamin Becker  | Mardy Fish Sam Querrey             | 6:7(3), 5:7    |
| Zwycięzca     | 1. | 20 lutego 2011   | Buenos Aires  | Ceglana       | Oliver Marach    | Franco Ferreiro André Sá           | 7:6(6), 6:3    |
| Finalista     | 2. | 25 sierpnia 2012 | Winston-Salem | Twarda        | Pablo Andújar    | Santiago González Scott Lipsky     | 3:6, 6:4, 2-10 |
| Finalista     | 3. | 7 stycznia 2018  | Brisbane      | Twarda        | Horacio Zeballos | Henri Kontinen John Peers          | 6:3, 3:6, 2–10 |
| Finalista     | 4. | 9 lutego 2020    | Córdoba       | Ceglana       | Andrés Molteni   | Marcelo Demoliner Matwé Middelkoop | 3:6, 6:7(4)    |